# Elisabeth Chávez
Elisabeth "Eli" Chávez Hernández, född 17 november 1990, är en spansk handbollsspelare, mittsexa.

## Klubblagskarriär
2008 skrev hon på för BM Sagunto, som året innan hade slutat tvåa i ligan. Hon var 18 år då hon debuterade i klubben. Där stannade hon totalt 4 säsonger och utbildades till specialiserad på försvar och mittsexa av landslagsklass.
2012 flyttade hon till Frankrike på grund av klubbens dåliga ekonomi, hon flyttade med Beatriz Escribano till OGC Nice. Hon spelade totalt med Nice i 70 matcher  gjorde mer än 200 mål i klubben. I maj 2015, inför säsongen 2015/2016, skrev hon på för CJF Fleury Loiret HB som året före blev fransk mästare i ligan. Där spelade hon med de tidigare lagkamraterna Darly Zoqbi, Marta López, Alexandrina Barbosa och Bea Fernández. Chavez ansåg att det var hennes bästa idrottsliga erfarenhet i Frankrike, i "en mycket professionell klubb, med mycket publik och mycket välstrukturerad".
Elisabeth Chávez stannade i klubben till 2017, då hon skrev på för Nantes Altlantique. Första året i klubben var positivt, men  andra året hade hon en knäskada som orsakade att hon var borta från spel i 15 månader. Sedan 2019 spelar hon för klubben i Plan-de-Cuques, en mindre  klubb som gav henne chansen efter skadorna. 2021 förnyade hon med klubben i ytterligare två år.
I Frankrike är klubbhandbollen mera strukturerad. Klubbarna är solidare och har bättre träningscenter. Ekonomiskt måste klubbarna uppfylla regler och kriterier för att tävla på högsta nivå och det ger spelarna bättre trygghet. Matcherna spelas med fyllda läktare och uppmärksamheten från media är större.

## Landslagskarriär
Vid Europamästerskapet i handboll för damer 2008 spelade Spanien semifinal mot Tyskland och vann med 32-29. De förlorade finalen mot norskorna. Vid Världsmästerskapet i handboll för damer 2009 förlorade Spanien semifinalen mot Frankrike med 23-27. I bronsmatchen förlorade Spanien mot Norge med 26-31. Vid Europamästerskapet i handboll för damer 2010 klarade Spanien inte att ta sig till semifinal och slutade på elfte plats. 2011 spelade hon Världsmästerskapet i handboll för damer 2011. Spanien vann kvartsfinalen mot Brasilien med 27-26, men förlorade semifinalen mot Norge med 22-30. I bronsmatchen mötte Spanien Danmark och vann med 24-18. Hon var med i OS-kvalet 2012 men spelade inte i OS i London 2012.
Vid Europamästerskapet i handboll för damer 2012 i Serbien spelade Spanien huvudrundan men missade semifinalen. Hon spelade också Världsmästerskapet i handboll för damer 2013 och spanjorskorna lyckades inte försvarade tredje platsen från Brasilien 2011. 2014 var hon i spanska laget vid EM i handboll. I semifinalen vann de mot Montenegro med 19-18 och fick spela sin andra europeiska final. I finalen förlorade de mot Norge med 25-28 och fick nöja sig med en silvermedalj. Vid Världsmästerskapet i handboll för damer 2015 förlorade Spanien en avgörande match i mellanrundan mot Frankrike. Hon spelade sedan också i EM 2016 och även i OS i Rio de Janeiro 2016 och slutligen i VM 2017 utan att nå några större framgångar.
Elisabeth Chávez har hittills spelat med Spaniens damlandslag i handboll totalt 185 matcher, där hon har gjort 130 mål.